# Landesjugendchor Schleswig-Holstein
Der Landesjugendchor Schleswig-Holstein ist ein Auswahlchor junger Sängerinnen und Sänger aus Schleswig-Holstein.
Er wurde 1986 als bundesweit fünfter Landesjugendchor eines Bundeslandes gegründet.
Die Leitung hatte anfangs Michael Klaue, seit 2024 wird er von Jan-Hendrik Jensch geleitet.
Das Alter der Mitglieder, die sich durch ein Vorsingen für den Chor qualifiziert haben, liegt zwischen 15 und 25 Jahren, in den Männerstimmen auch bis etwa 28 Jahren.
Der Landesjugendchor Schleswig-Holstein probt in der Regel an fünf Wochenenden im Jahr meistens
im Nordkolleg in Rendsburg und erarbeitet dabei zwei Konzertprogramme, die an verschiedenen Orten in Schleswig-Holstein aufgeführt werden.
Das Repertoire des Landesjugendchores umfasst A-cappella-Literatur aller Epochen, mit Instrumentalbegleitung vor allem Alte Musik aus dem 17. und 18. Jahrhundert. 
Träger des Landesjugendchores Schleswig-Holstein ist der Landesmusikrat.

## Programme (Auswahl)
- 2006: Monteverdi: Marienvesper, Sonderkonzert auf dem Deutschen Chorwettbewerb in Kiel

## Konzertreisen
- 1999: Magdeburg (Konzert im Dom), Eisenach (Konzert in der Georgenkirche), Dresden (Konzert in der Kreuzkirche)
- 2002: Leipzig (Zwei Motetten in der Thomaskirche in Vertretung der Thomaner)
- 2003: Rügen und Danzig
- 2007: Marburg (Konzert in der Elisabethkirche), Heidelberg (Konzert in der Peterskirche) und Darmstadt (Konzert in der Stadtkirche)
- 2008: Dresden (Vesper in der Kreuzkirche in Vertretung der Kruzianer)